# Pełczyce (Sainte-Croix)
Pour les articles homonymes, voir Pełczyce (homonymie).
Pełczyce est une localité polonaise de la gmina de Bogoria, située dans le powiat de Staszów en voïvodie de Sainte-Croix.